# Samson Kimobwa
Samson Kimobwa (né le 15 septembre 1955 et mort le 16 janvier 2013) est un athlète kényan, spécialiste des courses de fond.

## Biographie
Étudiant à l'Université d'État de Washington, il se révèle en 1977 en remportant le titre du 10 000 mètres des Championnats NCAA puis en se classant troisième des championnats de l'AAU. Entraîné par John Chaplin à Pullman, où il côtoie notamment son compatriote Henry Rono, Samson Kimobwa établit un nouveau record du monde du 10 000 mètres le 30 juin 1977 à Helsinki. Crédité de 27 min 30 s 47, il améliore de trois dixièmes de seconde l'ancienne meilleure marque mondiale du Britannique David Bedford réalisée lors de la saison 1973. Ce record sera battu de huit secondes un an plus tard en 1978 par Henry Rono.

## Records
| Épreuve  | Performance    | Lieu     | Date         |
| -------- | -------------- | -------- | ------------ |
| 5 000 m  | 13 min 21 s 56 | Zurich   | 24 août 1977 |
| 10 000 m | 27 min 30 s 47 | Helsinki | 30 juin 1977 |